# Elsa Maxwell

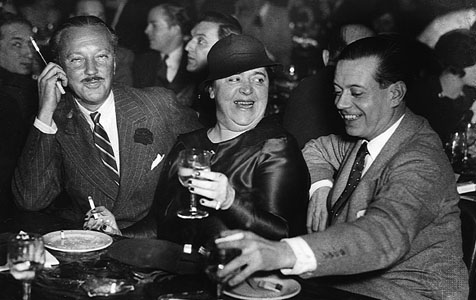
Elsa Maxwell y Cole Porter.

Elsa Maxwell (n. Keokuk, Iowa; 24 de mayo de 1883 - f. Nueva York; 1 de noviembre de 1963) fue una columnista estadounidense especializada en chismes de la farándula y la alta sociedad al estilo de Hedda Hopper y Louella Parsons en Hollywood, jactándose de crear intrigas y escándalos entre celebridades; fue temida por colegas y famosos.

## Vida
Se le acredita presentar el juego del tesoro en fiestas de sociedad de la era moderna ( Archivado el 9 de octubre de 2012 en Wayback Machine.). 
Actuó en la película de 1943 Stage Door Canteen, junto a Judith Anderson, Tallulah Bankhead, Katharine Cornell, Lynn Fontanne, Helen Hayes, Gertrude Lawrence, Yehudi Menuhin, y Cornelia Otis Skinner.
Se atribuyó haber presentado a Rita Hayworth al Príncipe Alí Khan en 1948. y en 1953 publicó su revista Elsa Maxwell's Café Society, con Zsa Zsa Gabor en la portada. También aseguró haber presentado a Maria Callas a Aristóteles Onassis en una fiesta que organizó en Venecia en 1957  En la biografía de la soprano, Anne Edwards sugiere que Maxwell fue una lesbiana que trató de seducir a Callas. introduciéndola en la alta sociedad.
Entre 1912 y 1963 fue amante de la escocesa Dorothy "Dickie" Fellowes-Gordon, nombrada su heredera.